# Thermopylae

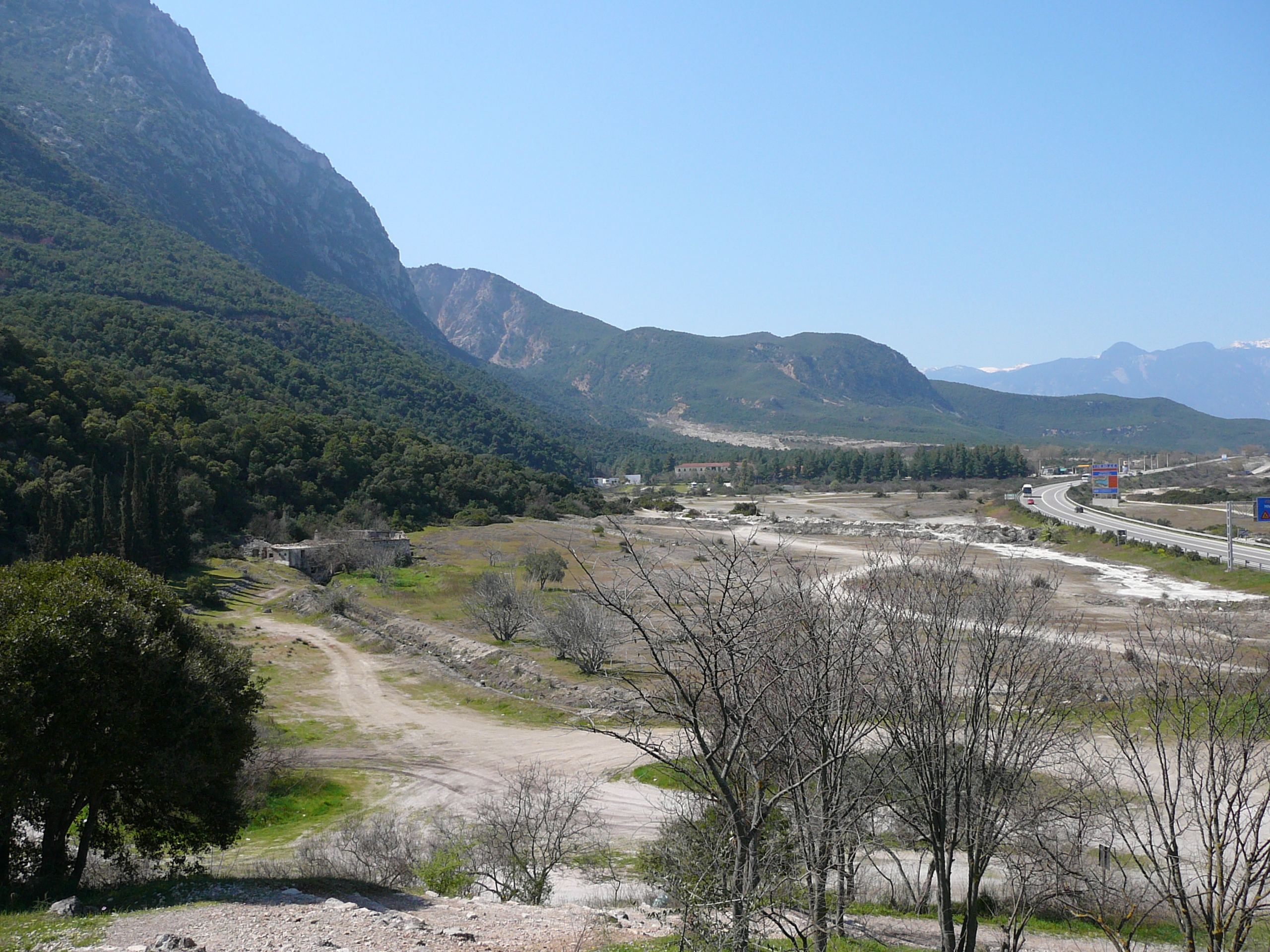
Cảnh đèo Thermopylae từ khu vực bức tường Phocia. Trong thời kỳ cổ đại, bờ biển gần núi hơn, gần con đường bên phải. Đây là một kết quả của lắng đọng trầm tích.

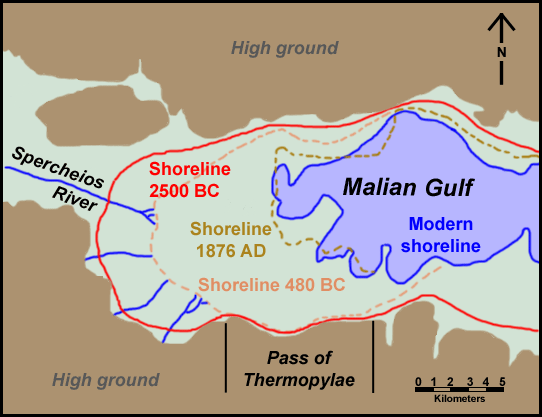
Mô tả bờ biển thời cổ đại và thời hiện đại.

Thermopylae (tiếng Hy Lạp: Θερμοπύλες [θermopiles], phiên âm: Phê-rmô-piles, dịch nghĩa: hỏa môn) là một nơi ở Hy Lạp, nơi có một lối đi ven biển hẹp tồn tại trong thời cổ đại. Nó bắt nguồn từ tên suối lưu huỳnh nóng của nó. Cổng Nóng là "nơi có suối nước nóng" và trong thần thoại Hy Lạp, đây là lối vào hang động dẫn tới nơi ở của thần Hades".
Thermopylae nổi tiếng thế giới về trận đánh xảy ra giữa quân đội Hy Lạp, bao gồm những người Spartan và lực lượng Ba Tư, được Simonides nhắc trong văn bia nổi tiếng "Hãy nói với những người Sparta - những người khách lạ đi qua, rằng chính nơi đây, nhân danh luật pháp của họ, chúng ta đã ngã xuống." Thermopylae là tuyến đường đất duy nhất đủ lớn để chịu được lưu lượng giao thông đáng kể giữa Lokris và Thessaly. Đoạn này đi từ bắc xuống nam dọc theo bờ biển phía đông của bán đảo Balkan đòi hỏi sử dụng đèo và vì lý do này mà Thermopylae đã là nơi diễn ra nhiều trận đánh.
Trong thời cổ đại, nó được gọi là Malis, được đặt tên theo người Malians (tiếng Hy Lạp cổ đại: Μαλιεῖς), một bộ lạc Hy Lạp sống gần Lamia hiện nay ở đồng bằng sông Spercheios ở Hy Lạp. Vịnh Malia cũng được đặt theo tên của họ. Ở thung lũng phía tây của sông Spercheios, vùng đất của họ nằm liền kề với Aenianes. Thị trấn chính của họ là Trachis. Ở thị trấn Anthela, người Mali đã có một ngôi đền quan trọng của Demeter, một trung tâm đầu tiên của Liên minh Lân bang.